# Итальянизация Южного Тироля

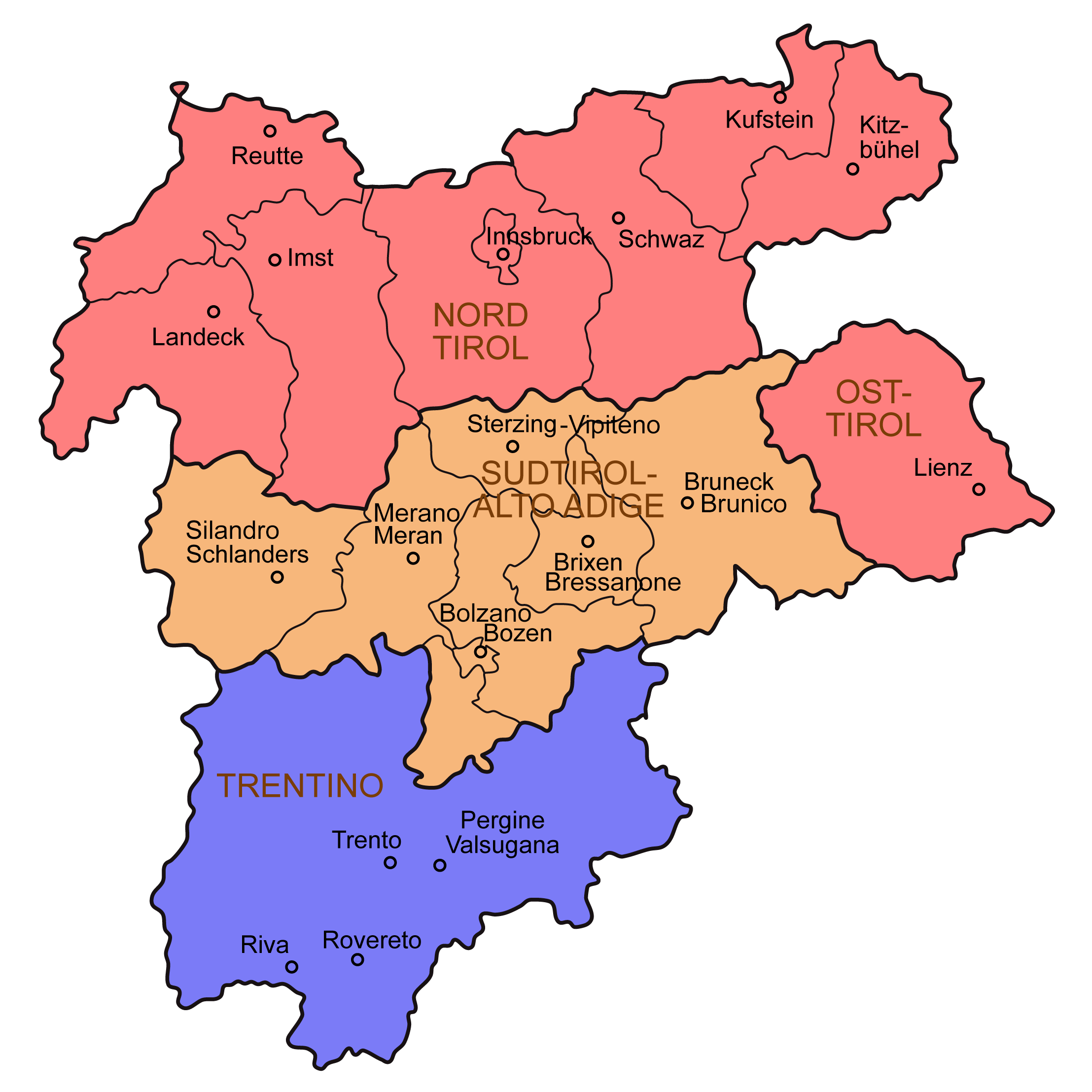
Средняя часть Тироля, разделенная в 1919 году, располагала значительным немецкоязычным большинством

В 1919 году средняя часть графства Тироль, которая сегодня называется Южный Тироль (итал. Alto Adige, Альто-Адидже), во время ее оккупации Италией была почти на 90 % заселена носителями немецкого языка. В соответствии с Опционным соглашением по Южному Тиролю 1939 года Адольф Гитлер и Бенито Муссолини определили статус этнических групп немцев и ладинов (ретороманцев), проживающих в этом регионе. По нему граждане, принадлежащие к этим группам, могли эмигрировать в Германию или же остаться в Италии и подчиниться полной итальянизации региона. Как следствие этого, общество Южного Тироля было глубоко расколото. Те, кто хотел остаться, так называемые даблайберы (нем. Dableiber), были осуждены как предатели, в то время как те, кто покинул регион (оптанты, нем. Optanten), были опорочены как нацисты. Из-за начала Второй мировой войны Опционное соглашение так и не было полностью выполнено. Создавались даже нелегальные «Катакомбные школы» (нем. Katakombenschulen) для обучения детей немецкому языку.

## Программа итальянизации

### Фашистский период (1922—1945)

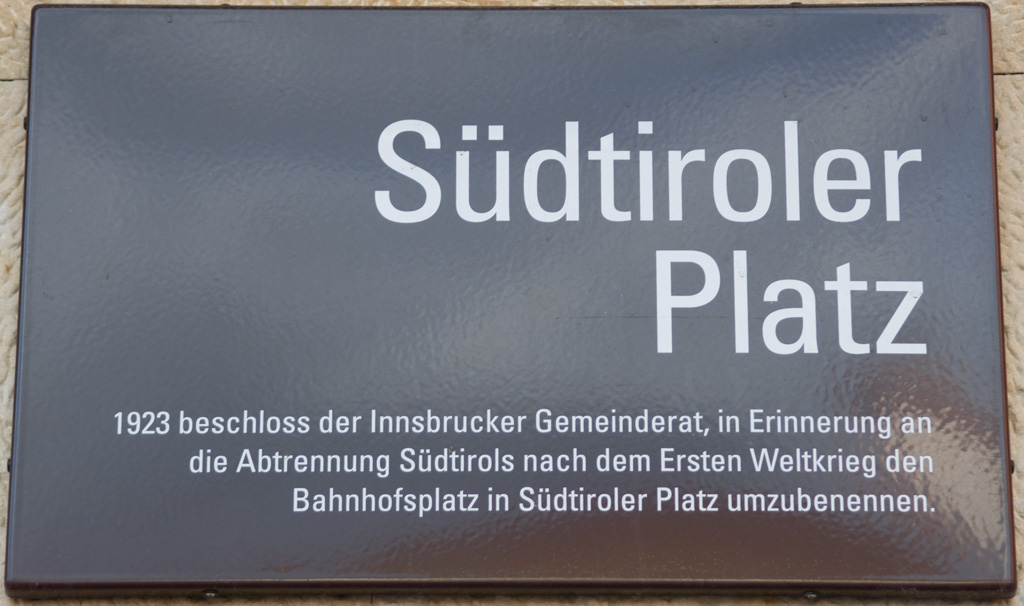
Уличный знак в Инсбруке, Северный Тироль, установленный в память о разделении Южного Тироля, был создан в 1923 году в ответ на запрет немецких южнотирольских топонимов

В 1923 году, через три года после официальной аннексии Южного Тироля, итальянские топонимы, почти полностью основанные на Prontuario dei nomi locali dell’Alto Adige, были официально оформлены законодательством как официальные для всей территории региона. Немецкое название «Тироль» было запрещено, равно как и его производные и сложные слова, такие как «тирольский» и «южнотирольский». Немецкие газеты, издательства, общественные организации, клубы и ассоциации, в том числе Южно-тирольский альпийский клуб, подлежали переименованию, причем данное законодательство, как утверждается, строго соблюдалось итальянскими карабинерами на местах. Основой для этих действий стал манифест, опубликованный Этторе Толомеи 15 июля 1923 года, под названием Provvedimenti per l’Alto Adige («Меры для Альто-Адидже»), ставший основой для кампании по итальянизации. Его 32 пункта включали в себя следующее:
1. Объединение Альто-Адидже и Трентино в единую провинцию со столицей в Тренто.
2. Назначение итальянских муниципальных секретарей.
3. Пересмотр вида на жительство (гражданства) и закрытие границы в области Бреннер для всех лиц, которым итальянское гражданство ещё не было предоставлено.
4. Трудности въезда и проживания в регионе для немцев и австрийцев.
5. Предотвращение немецкой иммиграции.
6. Пересмотр переписи 1921 года.
7. Введение итальянского как официального языка.
8. Увольнение немецких чиновников или перевод их в старые провинции (то есть довоенные итальянские провинции).
9. Роспуск «Deutscher Verband» (Немецкой ассоциации).
10. Роспуск альпийских ассоциаций, не находящихся под руководством итальянского альпийского клуба, передача всех альпийских организаций под руководство итальянского альпийского клуба.
11. Запрет на названия «Südtirol» (Южный Тироль) и «Deutsch-Südtirol» (Немецкий Южный Тироль).
12. Закрытие газеты «Der Tiroler» (Тиролец), публиковавшейся в Боцене.
13. Итальянизация немецких местных топонимов.
14. Итальянизация публичных надписей.
15. Итальянизация дорог и шоссе.
16. Итальянизация немецких фамилий и имен.
17. Снятие памятника Вальтеру фон дер Фогельвейде с площади Вальтера в Боцене.
18. Увеличение войск карабинеров (в провинции) при исключении из их рядов немцев.
19. Льготный режим при приобретении земли и иммиграции в регион для итальянцев.
20. Невмешательство иностранных сил в дела Южного Тироля.
21. Ликвидация немецких банков, создание итальянского ипотечного банка.
22. Создание пограничных таможенных постов в Штерцинге и Тоблахе.
23. Всецелая поддержка итальянского языка и культуры.
24. Создание итальянских детских и начальных школ.
25. Создание итальянских средних школ.
26. Строгий контроль иностранных университетских дипломов.
27. Расширение «Istituto di Storia per l’Alto Adige» (Институт истории Альто-Адидже).
28. Переустройство территории епархии Бриксена и строгий контроль за деятельностью духовенства.
29. Использование только итальянского в судебных процессах и судопроизводстве.
30. Государственный контроль Торгово-промышленной палаты и органов сельского хозяйства (Corporazioni).
31. Обширные программы для строительства новых железнодорожных узлов, чтобы облегчить итальянизацию Альто-Адидже (железнодорожные проекты Милан-Мальс, Вельтлин-Бреннер, Агордо-Бриксен).
32. Увеличение военных гарнизонов в Альто-Адидже.

В октябре 1923 года «использование итальянского языка стало обязательным на всех уровнях федерального, провинциального и местного управления». Правила, установленные фашистскими властями, требовали, чтобы все виды знаков и публичных объявлений были только на итальянском языке, а карты, открытки и другие графические материалы должны были отображать итальянские топонимы. В сентябре 1925 года итальянский язык стал единственным допустимым языком в судах, а это означает, что дела теперь могут рассматриваться только на итальянском языке. Фашистские правовые нормы оставались в силе после Второй мировой войны, становясь яблоком раздора на протяжении десятилетий, пока они не были в конечном итоге пересмотрены в 1990-х годах.
Немецкоязычная пресса, которая все ещё публиковалась, подверглась преследованиям и цензуре со стороны властей. В 1926 году фашистские власти начали издавать свою немецкоязычную газету Alpenzeitung (Альпийская газета). Другие немецкоязычные газеты были обязаны следовать строго про-режимной редакционной политике.
Программа итальянизации особенно сильно применялась в школах с целью разрушения немецкой школьной системы. По состоянию на 1928 год итальянский язык стал единственным языком обучения в 760 южнотирольских классах, затронув более 360 школ и 30 000 учеников. Кроме того, немецкий детский сад должен был использовать итальянский язык, в то время как альтернативные учебные заведения были вынуждены закрыться. Немецких учителей систематически увольняли по причине «недостаточной дидактики» или переводили на юг, откуда вместо этого нанимали итальянских учителей. Ученые степени, выданные австрийскими или немецкими университетами, становились действительными только после дополнительного пребывания в итальянском университете в течение одного года.
В религиозных делах королевский указ от ноября 1923 года требовал религиозного обучения на итальянском языке для всех итальянских школ. Фашистские призывы к итальянизации немецких благотворительных организаций, религиозных орденов и полной отмене немецкого религиозного обучения в Ватикане не были полностью успешными, в том числе из-за неоднократных вмешательств епископа Бриксенского и создания неформальных приходских школ. В государственных школах итальянский язык стал обязательным для учеников последних пяти классов, в то время как использование немецкого языка разрешалось только при преподавании итальянского катехизиса в течение первых трех лет.

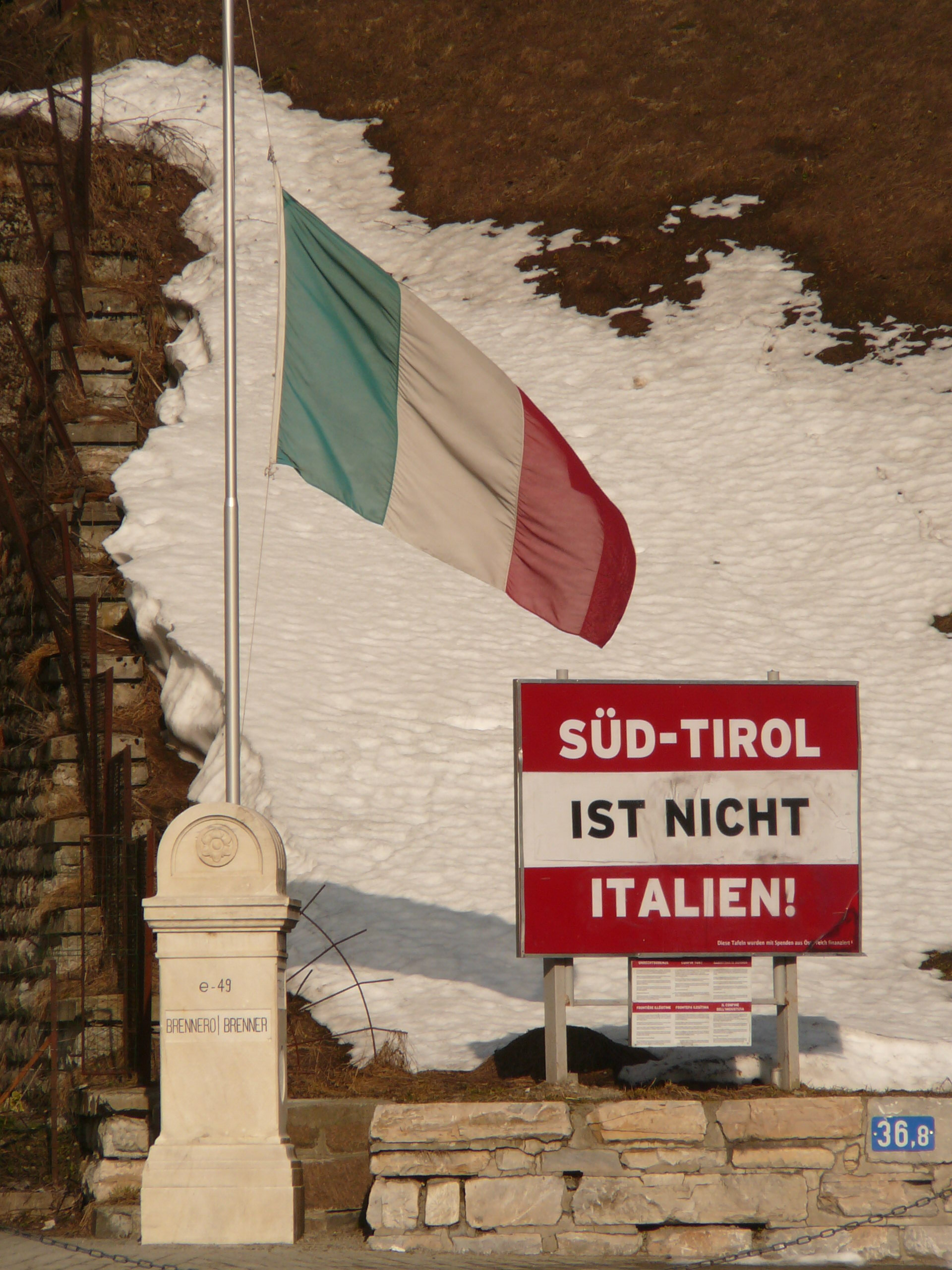
Плакат с надписью «Южный Тироль — это не Италия!» на фоне австрийского флага. Плакат расположен на австрийской стороне границы, а не в Южном Тироле.

Немецкоязычное население отреагировало созданием «Катакомбных школ», тайных домашних школ за пределами итальянской стандартной системы образования. Немецкие школьные учебники тайно переправлялись через границу, часто скрывались в религиозных зданиях, а затем распространялись среди учеников Южного Тироля. После некоторых первоначальных трудностей, секретные семинары для обучения учителей были организованы по всей провинции, как правило, под защитой католической церкви. Фашистские контрмеры варьировались от обысков и конфискаций до тюрем и депортаций. Утверждается, что в результате баланса между преподаванием в итальянских и немецких школах, где часто преподавалось совершенно противоположное, особенно в истории и социальной сфере, многие тирольские ученики стали более разобщенными. Недавно созданная Bozner Bergsteigerlied (Боценская песнь альпинистов) быстро стала одним из неофициальных гимнов Южного Тироля, пропагандируя непрерывную связь южнотирольцев со своей национальной родиной.

### Послевоенный период
После окончания Второй мировой войны начавшиеся в стране реформы допустили двойное использование названий на уличных указателях, в то время как итальянские названия остались официальными, что основывается на законе от 1940 года. Силовое сопротивление итальянизации оказывало сепаратистское подполье, организованное в Комитет освобождения Южного Тироля. Наиболее радикальное террористическое крыло возглавлял, в частности, лидер австрийских неонацистов Норберт Бургер.
В 1990-х годах комиссия, состоящая из профессоров Йозефа Бреу (Вена; представляющий Австрию в Комиссии по топонимии ООН), Питера Глаттхарда (Берн) и Карло Альберто Мастрелли (Флоренция), потерпела неудачу, так как Мастрелли настаивал на сохранении фашистских указов, а Бреу и Глаттхард продвигали основополагающие принципы ООН.